# Cryobatrachus
Cryobatrachus (uit het Grieks, κρύος (krýos, 'koud') en βάτραχος (batrachos, 'kikker')) is een geslacht van uitgestorven temnospondyle Batrachomorpha (basale 'amfibieën') uit het Vroeg-Trias van Antarctica. De typesoort is Cryobatrachus kitchingi. 
Het is bekend van een gedeeltelijke schedel en een afdruk van het schedeldak, beide gevonden in de Fremouw-formatie van de Transantarctische Bergen op ongeveer vijfentachtig graden zuiderbreedte en beschreven in 1974. Er zijn ook veel kleine botfragmenten geïdentificeerd, hoewel ze niet met zekerheid kunnen worden toegeschreven aan Cryobatrachus kitchingi. Cryobatrachus is geclassificeerd in de familie Lydekkerinidae, omdat het lijkt op het geslacht Lydekkerina uit Zuid-Afrika. Omdat slechts een klein aantal kenmerken het onderscheidt van andere lydekkeriniden, is Cryobatrachus kitchingi onlangs beschouwd als een nomen dubium, wat betekent dat het onderscheid met andere, bekendere soorten mogelijk ongerechtvaardigd is.

## Ontdekking en exemplaren
Fossielen van Cryobatrachus werden voor het eerst gevonden door de Zuid-Afrikaanse paleontoloog James Kitching in de australe zomer van 1971-72 als onderdeel van een expeditie onder leiding van het Institute for Polar Studies aan de Ohio State University, nu bekend als het Byrd Polar Research Center. Paleontologen Edwin Harris Colbert van het American Museum of Natural History en John Cosgriff van Wayne State University beschreven deze fossielen in 1974 en benoemden het nieuwe geslacht en soort Cryobatrachus kitchingi met de specifieke naam ter ere van Kitching. Alle exemplaren zijn gevonden in het onderste deel van de Fremouw-formatie, die dateert uit het Vroeg-Trias. Het holotype-exemplaar, gecatalogiseerd als AMNH 9503, is een gedeeltelijke schedel met het ondervlak van de dermale botten. Het verhemelte en de hersenpan zijn niet bewaard gebleven. Het paratype-exemplaar AMNH 9556 omvat een afdruk van het schedeldak, maar geen bewaarde botten. AMNH 9503 werd gevonden op Kitching Ridge (die ook is vernoemd naar James Kitching) bij Shackleton Glacier en AMNH 9556 werd gevonden op Mount Kenyon bij McGregor Glacier. Twee geplette schedels van Kitching Ridge werden ook beschouwd als mogelijke exemplaren van Cryobatrachus, evenals een deel van een bovenkaak van Halfmoon Bluff (die zich aan de andere kant van Shackleton Glacier bevindt als Kitching Ridge). Colbert en Cosgriff wezen voorlopig zes kleinere fragmenten van Coalsack Bluff toe aan Cryobatrachus, waaronder delen van de onderkaak, het sleutelbeen en de interclavicula. Vijftien andere Coalsack Bluff-fragmenten, toegewezen als mogelijke overblijfselen van Cryobatrachus alleen op basis van hun kleine formaat, werden beschreven. Deze botten omvatten delen van de poten, het bekken, wervels en de schedel. Een expeditie van 1977-1978 vond een botfragment op Collinson Ridge en een interclavicula op Shenk Peak ten zuidoosten van de paratype-locatie op Mount Kenyon, die beide in 1984 aan Cryobatrachus werden toegewezen.

## Beschrijving
Terwijl de meeste temnospondylen worden gekenmerkt door kenmerken op het bovenoppervlak van het schedeldak of het verhemelte, is alleen de onderkant van het schedeldak zichtbaar bij het holotype van Cryobatrachus. Dit deel van de schedel is niet erg bekend bij andere temnospondylen, omdat het normaal gesproken wordt verborgen door het verhemelte. De rots die het bovenoppervlak van de holotype-schedel omhult, werd niet verwijderd vanwege tijdgebrek tijdens de expeditie van 1971-1972 en vanwege de angst dat het exemplaar zou kunnen worden beschadigd.
Cryobatrachus lijkt qua uiterlijk het meest op de temnospondyl Lydekkerina uit Zuid-Afrika, en verschillende andere temnospondylen in de familie Lydekkerinidae als Limnoiketes. Bij al deze temnospondylen staan de oogkassen dichter bij de punt van de snuit dan bij de achterkant van de schedel. De schedel van Cryobatrachus is ongeveer 4,5 centimeter lang, kleiner dan die van Lydekkerina, die normaal zeven tot acht centimeter lang is. In tegenstelling tot Lydekkerina heeft Cryobatrachus een enigszins ovale schedel die het breedst is in het midden in plaats van helemaal achteraan. De oogkassen zijn dichter bij elkaar geplaatst dan bij Lydekkerina. Het pariëtale foramen, een klein gaatje aan de bovenkant van de schedel achter de ogen, is eerder ovaal dan cirkelvormig zoals bij de meeste andere temnospondylen. Een ruimte in het squamosum genaamd de otische inkeping strekt zich uit tot ver in de schedel, zoals bij andere lydekkeriniden en een vergelijkbare groep rhinesuchide temnospondylen uit het Trias. De inkeping bij Cryobatrachus is echter ongebruikelijk omdat het halvemaanvormig in plaats van ovaalvormig is en dat het eindigt in een scherpe punt in plaats van een afgeronde rand. Cryobatrachus kan worden onderscheiden van een andere groep temnospondylen uit het Trias, die Mastodonsauridae worden genoemd doordat de quadratojugale botten (die de achterkant van de bovenkaak vormen) eindigen op het niveau van de tabulaire hoorns (die uitsteken vanaf de achterkant van het schedeldak). Bij de meeste "capitosauriërs" strekken de quadratojugalen zich uit voorbij de tabulaire hoorns.
Zoals het geval is bij andere lydekkeriniden, mist Cryobatrachus de diepe groeven op de schedel die een zijlijnsensorisch systeem bij andere temnospondylen ondersteunen. Het paratype-exemplaar van Cryobatrachus laat zien dat het bovenoppervlak van de schedel was bedekt met kleine putjes, met alleen een ondiepe groef tussen de oogkassen. Het ontbreken van een zijlijnsysteem bij Cryobatrachus en andere lydekkeriniden wordt meestal beschouwd als bewijs dat ze het grootste deel van hun tijd op het land doorbrachten, aangezien zijlijnen doorgaans alleen aanwezig zijn bij waterdieren die ze gebruiken om trillingen in water te ontdekken.